# Alice Comedies

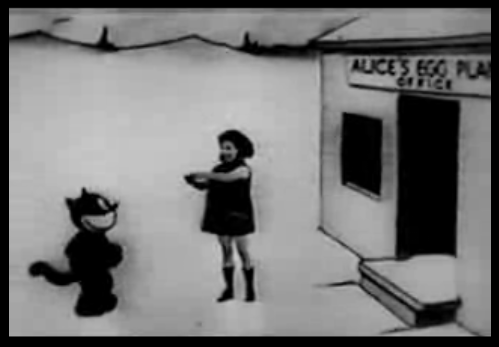
Julius e Alice (Anne Shirley) in una scena di Alice's Egg Plant (1925)

Le Alice Comedies sono una serie di cortometraggi in tecnica mista diretti da Walt Disney agli inizi della sua carriera a Hollywood, dal 1924 al 1927. In questa serie di film muti e in bianco e nero, una ragazza di nome Alice si ritrova regolarmente nel Paese dei Cartoni, incontrando, tra gli altri personaggi, Julius il gatto. La serie nacque grazie al corto pilota Il Paese delle Meraviglie di Alice, prodotto da Disney nel 1923 con il suo Laugh-O-Gram Studio di Kansas City (Missouri), e proseguì con 56 cortometraggi muti in bianco e nero realizzati tra il 1924 e il 1927 a Hollywood.
La serie è la prima realizzata da Disney a Hollywood e segna la nascita del Disney Bros. Studio, oggi chiamato The Walt Disney Company. La famosa serie Mickey Mouse, lanciata nel 1928, è quindi solo la terza produzione della società, venendo preceduta dalle Alice Comedies e da Oswald il coniglio fortunato.

## Storia
La storia della serie Alice Comedies risale al primo studio fondato da Walt Disney a Kansas City (Missouri) nel 1922, quando aveva solo 21 anni.

### 1922: il Laugh-O-Gram Studio
Il 23 maggio 1922, Disney fondò con 15.000 dollari la società Laugh-O-Gram Studio, con sede a Kansas City. Una società locale chiamata Pictorial Club offrì loro un contratto di 11.000 dollari per la produzione di sei cortometraggi animati, chiamati Laugh-O-Grams, basati su fiabe popolari e storie per bambini.
Tra i dipendenti dello studio c'erano Ub Iwerks, Hugh Harman, Rudolf Ising, Carmen Maxwell e Friz Freleng. Le produzioni della nuova società vennero ben accolte nella zona di Kansas City, ma i costi superavano i ricavi. Dopo aver completato i sei film sulle fiabe, Disney e il suo team non vennero pagati dai loro partner a causa del fallimento del Pictorial Club.
Fortunatamente Thomas McCrum, un dentista della città, salvò l'azienda da un fallimento totale pagando lo studio 500 dollari per la realizzazione di un cortometraggio che reclamizzasse la spazzolatura dei denti: Tommy Tucker's Tooth. Walt cercò in parallelo un nuovo distributore, scrivendo a molti di essi nel maggio 1923; tra quelli che gli risposero ci fu Margaret J. Winkler, l'ex segretaria di Harry Warner, che su richiesta di quest'ultimo si era messa in proprio distribuendo la serie Felix the Cat. Walt tenne allora una corrispondenza ed evocò un nuovo progetto.

### Primavera-estate 1923: il pilotaIl Paese delle Meraviglie di Alice
Nella primavera del 1923, Walt Disney ebbe l'idea di fondere i suoi interessi nell'animazione e nei film in live action per dinamizzare il suo studio. Si ispirò a un processo sviluppato da Max e Dave Fleischer nel 1919 per la serie Out of the Inkwell, che consisteva in uno o più attori circondati da animazione. Prima dell'estate, egli usò i suoi animatori e attrezzature per la produzione di un film supplementare, Il Paese delle Meraviglie di Alice, che divenne il pilota delle Alice Comedies. Il contratto con Virginia Davis, che avrebbe ricevuto il 5% dei ricavi del film, venne firmato il 13 aprile 1923. Walt condivise la sua idea con diversi distributori e ricevette incoraggiamento da Margaret J. Winkler. Il film combinava una bambina in live action e animazione per 10 minuti. Questo cortometraggio definì il mondo in cui poi si sviluppò il personaggio di Alice.
Ma lo studio non poteva più far fronte alle sue spese e dichiarò il fallimento nel luglio 1923, nonostante i costi di produzione, che sarebbero oggi considerati miseri, di 30 centesimi per un piede di pellicola. La squadra di Disney ebbe appena il tempo di completare il cortometraggio, che non venne nemmeno distribuito. Una ragione data da Michael Barrier è un problema di emulsione sulla pellicola che richiedeva di ri-girare alcune scene. Incapace di pagare il suo staff e quasi completamente al verde, Walt Disney chiuse lo studio.
Disney trovò lavoro come fotografo, racimolando abbastanza soldi da acquistare un biglietto di prima classe per Los Angeles per raggiungere il fratello Roy e suo zio Robert, da cui viveva. Arrivò a Los Angeles in agosto, deciso a continuare la propria carriera nel cinema malgrado il fallimento della Laugh-O-Gram Studio.

### Autunno 1923: la creazione del Disney Bros. Studio
In California, Walt provò dapprima a lavorare negli studi, a volte esagerando la sua esperienza per trovare meglio dei contatti. Non riuscendoci, tornò all'animazione e cercò di trovare un distributore per la serie Alice Comedies mandando una copia del pilota prodotto a Kansas City a diversi distributori. Nel settembre del 1923, Margaret J. Winkler ebbe dei problemi con Pat Sullivan, il creatore di Felix, circa la distribuzione della serie. Con la rottura del contratto all'ordine del giorno, la nuova produzione di Disney divenne interessante. A metà ottobre, la Winkler inviò un telegramma a Disney per firmare un contratto.
Walt Disney ottenne quindi un contratto con la Winkler Pictures, lo studio guidato da Margaret J. Winkler e il suo futuro marito Charles B. Mintz. Il contratto comprendeva sei cortometraggi e prevedeva un pagamento di 1.500 dollari a film (della durata massima di nove minuti) con un'opzione per sei film supplementari e la consegna del primo il 15 dicembre.
Ma Walt si trovava nella situazione opposta a quella del Laugh-O-Gram Studio di Kansas City: aveva un distributore, ma non più una squadra. La Winkler voleva che la giovane attrice Virginia Davis mantenesse il ruolo del titolo. Walt scrisse quindi alla famiglia Davis per offrire un contratto di un anno a Virginia, che lo avrebbe incontrato a seguito di una risposta affermativa. Walt poi firmò un contratto di un anno con la madre di Virginia e pagò le spese perché la madre e la figlia si trasferissero a Hollywood. Il contratto prevedeva una retribuzione graduata di 100 dollari al mese all'inizio, per raggiungere i 200 entro la fine del contratto e 250 in caso di proroga del contratto.
Virginia Davis spiegò in un'intervista a Russell Merritt e J.B. Kaufman che diversi fattori spinsero la rapida risposta dei Davis, compresa la possibilità di una carriera nel cinema, il clima della California che avrebbe permesso a Virginia a guarire una polmonite e il fatto che il padre di Virginia era un rappresentante di accessori, dunque senza legami.
Nell'ottobre del 1923, Walt convinse suo fratello Roy, in convalescenza dalla tubercolosi, a creare un nuovo studio chiamato Disney Bros. Studio. Walt chiese 200 dollari a suo fratello e 500 a suo zio, quest'ultimo un po' riluttante. Lo studio venne creato il 16 ottobre 1923, data anche della firma del contratto con Margaret J. Winkler.
I fratelli si stabilirono in un ex negozio al 4651 Kingswell Avenue per un affitto mensile di 10 dollari. Roy gestiva la macchina da presa, comprata usata per 200 dollari, dopo aver ricevuto una breve formazione da Walt.
Il 24 ottobre 1923, Walt scrisse ai Davis che stava già lavorando all'animazione, e alla Winkler che accettava la data del 15 dicembre per la consegna del primo film, intitolato Alice's Day at Sea.

### Dicembre 1923: il primo film
Il primo film della serie, Alice's Day at Sea, venne spedito alla Winkler il 15 dicembre 1923 ma le arrivò il 26 dicembre, venendo così distribuito il 1º marzo 1924.
Come per il secondo film, Walt lavorò da solo all'animazione, mentre suo fratello filmava sia Virginia Davis che le animazioni. A causa del ritardo nella consegna, la Winkler chiese a Disney di mandarle i negativi perché realizzasse lei stessa il montaggio del film a New York.
Russell Merritt e J.B. Kaufman, in Nel paese delle meraviglie, dividono la storia della serie in tre periodi corrispondenti ai tre contratti firmati tra Disney e Winkler. Il primo riguarda l'anno 1924, il secondo inizia con la firma il 31 dicembre 1924 di una seconda "stagione" segnata da un cambiamento dell'attrice principale, mentre il terzo inizia dal febbraio 1926.

### 1924: inizio della produzione
Walt animò un secondo film, intitolato Alice Hunting in Africa, che arrivò negli uffici della Winkler solo alla fine del gennaio 1924 e provocò l'invio di un telegramma dalla Winkler, questa volta chiedendo l'aggiunta di elementi umoristici ma apprezzando la riduzione del tempo di spedizione. Per questo motivo il film non venne distribuito direttamente, ma ne venne prodotta una seconda versione migliorata nell'ottobre 1924.
Nel febbraio 1924 Walt reclutò un giovane animatore californiano, Rollin Hamilton. Il suo primo lavoro fu Alice's Spooky Adventure. Il film ricevette i complimenti della Winkler, che si aspettava esattamente questo tipo di film ma richiedeva ancora la ri-produzione di certe scene.
Hamilton lavorava da solo alle animazioni con Walt Disney, ma quest'ultimo sentì che aveva bisogno di aiuto. Per la produzione del quarto film, Alice's Wild West Show, Walt assunse due donne per l'inchiostrazione e la pittura, Lillian Bounds (futura moglie di Disney) e Kathleen Dollard. Per accogliere la nuova squadra, lo studio si trasferì al 4649 Kingswell Avenue prima della fine di febbraio.
Col succedersi dei film, Disney accettava le osservazioni della Winkler, compresa quella di far apparire, per quanto possibile, un gatto nero, nonostante la somiglianza con Felix. Per Merrith e Kaufman, questa richiesta era motivata principalmente dal desiderio di mantenere il "recalcitrante Pat Sullivan" in uno stato conciliante. Disney arrivò a personalizzare questo gatto nero, già battezzato Julius, solo verso la fine del 1924.
Per migliorare la serie, Disney aveva bisogno di aiuto e mise a conoscenza l'animatore della situazione. Disney poi cercò di convincere i suoi ex colleghi a unirsi a lui in California per continuare la serie. Il primo fu Iwerks, che era tornato al suo vecchio lavoro alla Kansas City Film Ad dove lui e Disney si erano incontrati. Tramite un'insistente corrispondenza, Walt persuase Iwerks a venire. Secondo Pat Williams e Jim Dennehy, Walt aveva promesso ad Iwerks nel giugno 1924 uno stipendio di 40 dollari a settimana e il 20% dello studio, al fine di compensare i 1.000 dollari di salario non pagati risalenti al Laugh-O-Gram Studio. Secondo Lenburg, Iwerks sarebbe arrivato solo il 23 luglio 1924, e avrebbe firmato un contratto di tre anni per uno stipendio mensile di 120 dollari. Iwerks sarebbe venuto con la Cadillac di Thomas Davis, padre di Virginia, che l'aveva lasciata a Kansas City.
I primi due animatori dello studio furono Hamilton e Iwerks, appena arrivato da Kansas City. Nel mese di ottobre 1924, Disney assunse un terzo animatore, Thurston Harper, che è accreditato in Alice the Piper.
L'anno 1924 fu caratterizzato dall'insoddisfazione del pubblico, che riteneva che Alice fosse spesso troppo luminosa, a volte quasi evanescente. La squadra di Disney sembrò aver trovato una soluzione a questo problema generato dalla seconda esposizione della pellicola in live action durante le riprese dell'animazione. Rudolf Ising disse che al suo arrivo nel 1925, lo studio Disney utilizzava già una tecnica che consisteva nello scurire l'area dei rodovetri dove il personaggio di Alice doveva apparire dalla pellicola in live action, trasformando poi questa pellicola in negativo per venire proiettata con l'animazione sul film finale. È possibile vedere alcune immagini con dei contorni neri intorno ad Alice, per esempio in Alice the Peacemaker.
Secondo Merritt e Kaufman, il problema era legato anche all'inesperienza come cameraman del fratello Roy, sostituito nel mese di aprile da Harry Forbes e da Mike Marcus da maggio.
Risolti questi problemi, Walt si trovò di fronte a quelli per Charles B. Mintz, marito di Margaret J. Winkler, che riprese in mano le attività di sua moglie (vedi sotto). Walt ammise che Mintz aumentò il numero di gag nei suoi film; dall'inizio del 1924 e la fine dell'anno è infatti visibile una proliferazione di elementi comici, che saranno anche prerogativa del primo Topolino, quattro anni più tardi.

### 1925: secondo contratto e primo successo di Disney
Grazie al successo della serie e alla fine dei primi 12 film, Disney e Winkler-Mintz si accordarono per firmare il 31 dicembre 1924 un contratto per la produzione di una seconda stagione di cortometraggi, che comprendesse non più 12 film ma 18. Ma una delle clausole imponeva a Disney una riduzione dei costi di produzione. In questo contesto, lo stipendio di 250 dollari promesso a Virginia Davis avrebbe dovuto essere amputato. Disney offrì ai Davis di pagare Virginia nei giorni in cui si girava, o ad un giorno per episodio, 18 giorni di stipendio per il contratto, cosa che tutta la famiglia rifiutò categoricamente. Ma la carriera di Virginia era appena iniziata, e nel mese di settembre 1925 la madre scrisse anche a Mintz perché riprendesse il ruolo di Alice.
Nel frattempo, Disney era alla ricerca di un sostituto. La giovane Anne Shirley, un'attrice bambina già affermata, venne ingaggiata nei termini respinti dai Davis, ma la sua carriera costrinse Disney a rompere il contratto dopo un solo film, Alice's Egg Plant, girato in marzo ma distribuito solo a maggio.
Una soluzione venne finalmente trovata grazie ad una giovane attrice che aveva fatto un test di riprese durante il mese di febbraio per Alice Solves the Puzzle, Margie Gay. La presenza di questa giovane attrice modificò profondamente la serie, soprattutto a causa della differenza fisica apportata: Alice passò dalla riccia e bionda Virginia Davis, simile a Mary Pickford, a una bambina dai capelli neri e corti più vicina a Colleen Moore.
Un'altra differenza con la prima stagione fu il forte sviluppo della personalità del gatto nero di nome Julius, e la prima apparizione di un antagonista che diventò ricorrente, Pietro Gambadilegno. Questi cambiamenti vennero accompagnati dalla scomparsa del gruppo di amici reali a favore di un gruppo di amici immaginari, la creazione di una "banda" di cartoni animati, precursori dei futuri amici di Topolino, Paperino o quelli della Warner Bros. Tra i personaggi ricorrenti, possiamo vedere il cane poliziotto apparso in Alice the Peacemaker, un basset hound anonimo vittima di gag sulla sua lunghezza.
A partire dall'estate del 1925, il successo commerciale dello studio Disney permise a Walt di "sorgere".
Nuovi dipendenti vennero assunti, e tra loro vi furono le nuove inchiostratrici Ruth Disney e Irene Hamilton, sorelle rispettivamente di Walt e di Rollin Hamilton. Gli animatori che poi si unirono a Disney, dal giugno 1925, furono Hugh Harman, Walker Harman (fratello del precedente), Rudolf Ising e Friz Freleng. La produzione della serie Alice Comedies, lanciata nei primi mesi del 1924, costrinse rapidamente lo studio a contare una dozzina di dipendenti. Walker Harman fece l'animatore solo per un breve periodo, preferendo l'inchiostrazione. L'arrivo di Ising, già abituato ad usare la cinepresa, consentì di staccarsi da Mike Marcus, presente ancora per un anno. Un'altra partenza alla fine del 1925 fu quella di Harper, il cui "carattere esplosivo era diventato un peso per lo studio".
Il 6 luglio 1925 Walt versò un acconto di 400 dollari per comprare terreni liberi al 2719 Hyperion Avenue al fine di accogliere tutti gli animatori; la costruzione richiese tempo, e il passaggio fu previsto per la primavera del 1926.
Il 13 luglio 1925 Walt sposò Lillian Bounds, che lavorava nello studio come intercalatrice e segretaria.
L'arrivo di nuovi animatori, per lo più amici, e il successo della serie permisero alla squadra di dedicare più tempo alla sceneggiatura dei cortometraggi. Disney organizzò sessioni di sviluppo della storia e di organizzazione degli elementi comici. Tuttavia, i risultati di questi incontri mostrano la forte influenza dei film dell'epoca, come Il cavallo d'acciaio di John Ford per Alice's Tin Pony. Altre storie, con un inizio di "stile Disney", saranno riutilizzate in produzioni più recenti, tra cui quelle di Topolino. Ising ricordò che la squadra amava la serie di Felix, ma anche le Aesop's Fables, che influenzarono dunque la sua opera. Un elemento di questa influenza è la coda di Julius che, come quella di Felix, è quasi onnipotente, fatto ripreso nei primi corti di Topolino.
Durante tutto questo periodo, l'attenzione di Walt si concentrò molto sul costo del live action, piuttosto che dell'animazione. Le riprese di tre film si facevano nello stesso giorno, spesso da George Winkler e non da un ulteriore dipendente.
Un altro problema era la consegna dei film a Winkler sempre in ritardo. Anche con la sua grande squadra nel 1925, Disney non riusciva a rispettare la scadenza di un film ogni tre settimane, cosa che irritò logicamente Mintz. Per esempio Alice Chops the Suey venne consegnato il 28 settembre, mentre la sua produzione era stata terminata a fine luglio. Walt stabilì quindi un bonus per i film completati in tempo.
Disney aumentò il carico di lavoro del proprio personale al fine di realizzare le condizioni del contratto, che stabiliva che i 18 film dovessero essere consegnati entro il 15 gennaio 1926.
La fine del 1925 fu caratterizzata da un cambiamento di atteggiamento da parte di Mintz: per conquistare il mercato di gran parte degli Stati americani, egli firmò un contratto con la Film Booking Offices of America (FBO), la società di Joseph P. Kennedy, che gli garantiva una grande somma di denaro per la distribuzione di Alice Comedies e Krazy Kat. Ma il contratto imponeva dei vincoli di bilancio supplementari a Mintz e specificava che nessuna sua produzione dovesse essere distribuita prima del 1º settembre 1926. È per questo motivo che  Alice's Mysterious Mystery uscì il 15 febbraio mentre Alice Charms the Fish venne distribuito il 4 settembre. L'unica eccezione è Alice's Orphan, uscito il 1º maggio secondo IMDb, ma la data è discutibile.

### 1926: il terzo contratto
Gli ultimi film della seconda stagione vennero distribuiti entro il 15 febbraio, quasi come da accordo in quanto ci fu un mese di ritardo. Nel febbraio del 1926 Walt Disney accettò i termini del contratto e iniziò la produzione dei 26 film previsti, più del doppio della prima stagione. Walt si definì un vincolo di budget di produzione, riducendolo a 1.500 dollari in cambio di una quota dei profitti. Mintz domandò in cambio che i film venissero consegnati da marzo del 1926.
La costruzione del nuovo studio si concluse tra l'inizio del 1926 e la metà di febbraio, e il trasferimento venne fatto sotto una tempesta di pioggia così forte che le attrezzature divennero fradicie. Il primo film a venire terminato nel nuovo studio fu Alice Charms the Fish, il primo a uscire nel mese di settembre per la nuova serie benché fosse il terzo ad essere stato prodotto, in quanto l'ordine di distribuzione fu una scelta della FBO.
Questa nuova serie vide l'emergere di nuovi metodi di produzione, compresa la preparazione di script - ma non ancora storyboard - e la deposizione del copyright presso la R-C Pictures Corp, una delle società madri della FBO. Un altro è puramente tecnico: degli elementi vennero riutilizzati per la copia o per semplice simmetria assiale, ad esempio in alcune scene di massa o scenari, nonostante il divieto e la disapprovazione di Disney.
Un altro punto fu, a causa della distribuzione fino a diversi mesi dopo la produzione, che lo studio stava cercando di diversificarsi. Disney lanciò la produzione di un cortometraggio fuori serie, Clara Cleans Her Teeth, realizzato alla fine di agosto 1926 a basso costo con Marjorie Sewell, figlia di sua cognata, o i bambini dell'orfanotrofio di Los Angeles.
Nel maggio 1926 Mintz ricevette una lettera da parte dell'agente parigino della FBO riguardo l'inaccettabile fatto che le parole, utilizzate per le gag, fossero presenti all'interno delle scene, e quindi impossibili da rimuovere o sostituire con una traduzione. Il film Alice's Brown Derby segnò quindi la fine di questa tecnica comica, che utilizzava delle nuvolette per le espressioni dei personaggi come nei fumetti.
Il 1926 fu caratterizzato da diversi fatti che minarono lo studio Disney. Rudolf Ising e Hugh Harman si presero una vacanza per cercare di avviare un loro studio, realizzare un secondo pilota e offrirlo a un distributore, ma il tentativo non riuscì. Rollin Hamilton decise di lasciare lo studio a causa di problemi di incompatibilità d'umore con Walt Disney, tornando tuttavia qualche tempo dopo. Watts aggiunge che lo studio esaurì alla fine del 1926 le possibilità creative per i film di Alice.
Un altro problema fu la causa intentata per quasi cinque anni dalla Bray-Hurd Patents Co sull'uso di rodovetri nell'animazione contro Paul Terry, che influenzò Hollywood. Disney, consigliato da Mintz, entrò a far parte dell'associazione di Terry contro Bray. Poco dopo Terry e tutti i suoi studi furono costretti a pagare a Bray l'utilizzo dei brevetti dei rodovetri. Ironia della sorte, il coautore del brevetto Earl Hurd verrà assunto da Disney negli anni trenta, ma morì nel 1940.
Alla fine di dicembre 1926, dopo la produzione di Alice's Auto Race, Margie Gay interruppe la sua partecipazione e venne sostituita dal 31 dicembre da Lois Hardwick, che girò quindi Alice's Circus Daze e Alice's Knaughty Knight.

### 1927: gli ultimi film
Il 1927 fu dedicato principalmente alla produzione degli ultimi cortometraggi previsti dal contratto firmato nel febbraio 1926.
L'assunzione di alcuni nuovi animatori permise di espandere il team di produzione. Alice's Auto Race, ultimo film con Margie Gay, segnò anche il primo accredito di Paul J. Smith, assunto nel dicembre 1926, regista principale dei corti di Picchiarello tra il 1955 e il 1972.
Friz Freleng venne assunto nel gennaio 1927 per Alice's Knaughty Knight, su consiglio di Harman, e posto sotto l'ala di Ub Iwerks. Les Clark fu assunto il 23 febbraio 1927 e accreditato per la prima volta in Alice's Picnic, realizzato nel marzo 1927.
L'ultimo episodio della serie Alice Comedies fu Alice in the Big League, distribuito il 22 agosto 1927.

## Filmografia
Tutti i film sono prodotti e diretti da Walt Disney

### 1923
- Il Paese delle Meraviglie di Alice

### 1924
- Alice's Day at Sea (1º marzo 1924)
- Alice's Spooky Adventure (1º aprile 1924)
- Alice's Wild West Show (1º maggio 1924)
- Alice's Fishy Story (1º giugno 1924)
- Alice and the Dog Catcher (1º luglio 1924)
- Alice the Peacemaker (1º agosto 1924)
- Alice Gets in Dutch (1º novembre 1924)
- Alice Hunting in Africa (15 novembre 1924)
- Alice and the Three Bears (1º dicembre 1924)
- Alice the Piper (15 dicembre 1924)

### 1925
- Alice Cans the Cannibals (1º gennaio 1925)
- Alice the Toreador (15 gennaio 1925)
- Alice Gets Stung (1º febbraio 1925)
- Alice Solves the Puzzle (15 febbraio 1925)
- Alice's Egg Plant (30 maggio 1925)
- Alice Loses Out (15 giugno 1925)
- Alice is Stage Struck (30 giugno 1925)
- Alice Wins the Derby (15 luglio 1925)
- Alice Picks the Champ (30 luglio 1925)
- Alice Chops the Suey (30 agosto 1925)
- Alice the Jail Bird (15 settembre 1925)
- Alice's Tin Pony (20 settembre 1925)
- Alice Plays Cupid (15 ottobre 1925)
- Alice Rattled by Rats (15 novembre 1925)
- Alice in the Jungle (15 dicembre 1925)

### 1926
- Alice on the Farm (1º gennaio 1926)
- Alice's Balloon Race (15 gennaio 1926)
- Alice's Little Parade (1º febbraio 1926)
- Alice's Mysterious Mystery (15 febbraio 1926)
- Alice's Orphan (1º maggio 1926)
- Alice Charms the Fish (6 settembre 1926)
- Alice's Monkey Business (20 settembre 1926)
- Alice in the Wooly West (4 ottobre 1926)
- Alice the Fire Fighter (18 ottobre 1926)
- Alice Cuts the Ice (1º novembre 1926)
- Alice Helps the Romance (15 novembre 1926)
- Alice's Spanish Guitar (29 novembre 1926)
- Alice's Brown Derby (13 dicembre 1926)
- Alice the Lumberjack (27 dicembre 1926)

### 1927
- Alice the Golf Bug (10 gennaio 1927)
- Alice Foils the Pirates (24 gennaio 1927)
- Alice at the Carnival (7 febbraio 1927)
- Alice at the Rodeo (21 febbraio 1927)
- Alice the Collegiate (7 marzo 1927)
- Alice in the Alps (21 marzo 1927)
- Alice's Auto Race (4 aprile 1927)
- Alice's Circus Daze (18 aprile 1927)
- Alice's Knaughty Knight (2 maggio 1927)
- Alice's Three Bad Eggs (16 maggio 1927)
- Alice's Picnic (30 maggio 1927)
- Alice's Channel Swim (13 giugno 1927)
- Alice in the Klondike (27 giugno 1927)
- Alice's Medicine Show (11 luglio 1927)
- Alice the Whaler (25 luglio 1927)
- Alice the Beach Nut (8 agosto 1927)
- Alice in the Big League (22 agosto 1927)